# Червоній Логвин Данилович
Логви́н Дани́лович Червоні́й (16 жовтня 1902 , с. Грушка, Кіровоградська область — 29 січня 1980, Запоріжжя) — радянський воєначальник, учасник Другої світової війни, генерал-майор.
Герой Радянського Союзу (1945). Почесний громадянин міста Рівного та міста Мценськ, Орловської області (РФ). 

## Життєпис
Народився 16 жовтня 1902 року в селі Грушці Данилівської волості Балтського повіту Подільської губернії (нині — Благовіщенського району Кіровоградської області) в селянській родині. Українець. Здобув неповну середню освіту. У 1916 році закінчив початкове заводське училище. Працював токарем на суднобудівному заводі в Миколаєві.
До лав РСЧА призваний у вересні 1924 року. У складі 95-ї стрілецької дивізії Українського військового округу пройшов шлях від курсанта полкової школи молодшого командного складу до командира стрілецького батальйону. Член ВКП(б) з 1927 року. У 1929 році закінчив Одеську піхотну школу. У 1938 році після закінчення Вищих курсів удосконалення командного складу «Постріл» в Москві був призначений помічником командира 90-го стрілецького полку 95-ї стрілецької дивізії. З серпня 1939 року — командир 406-го, 335-го і 170-го стрілецьких полків 124-ї і 58-ї стрілецьких дивізій Київського особливого військового округу. Брав участь у вторгненні радянських військ у Польщу восени 1939 року.
Учасник німецько-радянської війни з червня 1941 року. Воював на Південно-Західному, Західному, Брянському, Білоруському і 1-шу Українському фронтах. Командував стрілецьким полком, бригадою, дивізією. Двічі був поранений.
Особливо 121-ша гвардійська стрілецька дивізія під командуванням гвардії генерал-майора Л. Д. Червонія відзначилась в січні 1945 року під час взяття польського міста Кельці та при форсуванні Одера, де був захоплений і утриманий плацдарм на західному березі річки.
Після закінчення війни до 1946 року командував дивізією в складі Центральної групи військ. В березні 1947 року закінчив Вищі академічні курси при Військовій академії Генерального штабу. Призначений командиром 26-ї механізованої дивізії 7-ї гвардійської армії Закавказького військового округу. З липня 1949 року — заступник командира 24-го гвардійського стрілецького корпусу того ж округу.
З 18 травня 1950 року генерал-майор Л. Д. Червоній вийшов у відставку за станом здоров'я. Жив і працював у Запоріжжі. Помер 29 січня 1980 року. Похований на Капустяному цвинтарі.

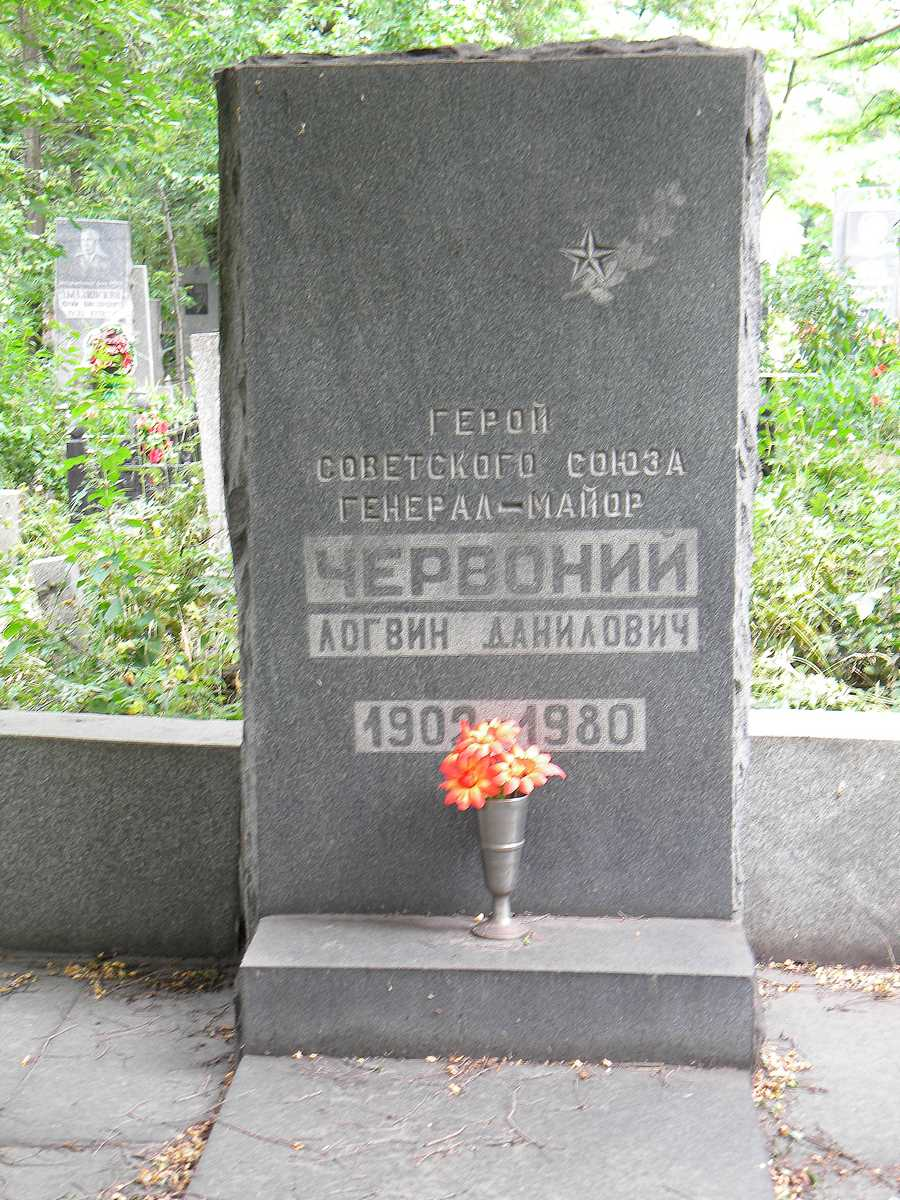
Могила Червонія Л. Д. на кладовищі по вул. Солідарності у м. Запоріжжі

## Нагороди
Указом Президії Верховної Ради СРСР від 6 квітня 1945 року за зразкове виконання бойових завдань командування на фронті боротьби з німецькими загарбниками та виявлені при цьому відвагу і героїзм, гвардії генерал-майору Червонію Логвину Даниловичу присвоєне звання Героя Радянського Союзу з врученням ордена Леніна і медалі «Золота Зірка» (№ 4808).
Нагороджений трьома орденами Леніна (06.04.1945, 15.11.1950, …), трьома орденами Червоного Прапора (12.08.1943, 29.07.1944, 03.11.1944), орденами Суворова 2-го ступеня (15.01.1944), Кутузова 2-го ступеня (29.05.1945), Вітчизняної війни 2-го ступеня (02.04.1943), медалями, а також чехословацьким Воєнним хрестом.

## Пам'ять
Почесний громадянин міста Рівного. У Росії він теж має статус Почесного громадянина міста Мценськ Орловської області.